# Arleth Terán

Arleth Terán  (Ciudad Victoria, Tamaulipas, Mexikó, 1976. december 3. –) mexikói színésznő.

## Élete és pályafutása
1976. december 3-án született a mexikói Tamaulipas állam fővárosában, Ciudad Victoriában. Első szerepét 1994-ben játszotta. 1999-ben az Acapulco szépe című sorozatban kapott szerepet. 2008-ban a Mindörökké szerelem című telenovellában Priscila Alvear de Elizalde szerepét játszotta.

## Filmográfia

### Telenovellák
| Év        | Cím                                           | Szerep                             | Magyar hang   |
| --------- | --------------------------------------------- | ---------------------------------- | ------------- |
| 2022      | Mujeres asesinas                              | Diana                              |               |
| 2020      | Esta historia me suena                        | Lorena                             |               |
| 2019      | La reina soy yo                               | Ligia                              |               |
| 2015–2016 | María                                         | Vanessa Rivapalacio Landa          | Kiss Anikó    |
| 2014–2015 | Hasta el fin del mundo                        | Regina Duarte                      |               |
| 2013–2014 | De que te quiero, te quiero                   | Cunchetina Capone de Ricci         |               |
| 2013      | Maricruz (Corazón indomable)                  | Natasha Fuentes                    | Kiss Anikó    |
| 2011      | Rafaela doktornő (Rafaela)                    | Ileana Contreras                   | Solecki Janka |
| 2010      | Zacatillo, un lugar en tu corazón             | Hortensia "Tencha" de Carretas     |               |
| 2008–2009 | Mindörökké szerelem (Mañana es para siempre)  | Priscila Alvear de Elizalde        | Martin Adél   |
| 2007–2008 | Yo amo a Juan Querendón                       | Ivonne Mosquera Espejo             |               |
| 2005      | La esposa virgen                              | Olga Barquin                       |               |
| 2004      | Corazones al límite                           | Emma Martínez                      |               |
| 2003      | De pocas, pocas pulgas                        | Mireya                             |               |
| 2000      | Első szerelem (Primer amor... a mil por hora) | Priscila Luna Guerra               | Csondor Kata  |
| 1999      | Acapulco szépe (Alma rebelde)                 | Odette Fuentes Cano de Rivera Hill | Ábel Anita    |
| 1999      | Tres mujeres                                  | Brenda                             |               |
| 1998      | Mi pequeña traviesa                           | Déborah                            |               |
| 1996      | Tu y Yo                                       | Bárbara                            |               |

### Filmek
- Animales en peligro (2004)
- Secretarias privadisimas (2000)
- Milenio, el principio del fin (2000)

### Sorozatok
- Como dice el dicho (2011–2015)

## Díjak és jelölések
TVyNovelas-díj
| Év   | Kategória                  | Cím           | Eredmény |
| ---- | -------------------------- | ------------- | -------- |
| 2001 | Legjobb női mellékszereplő | Első szerelem | Nyertes  |